# Philisca doilu
Philisca doilu là một loài nhện trong họ Anyphaenidae.
Loài này thuộc chi Philisca. Philisca doilu được M. J. Ramírez miêu tả năm 1993.